# 利奇維爾鎮區 (北達科他州拉穆爾縣)
利奇維爾鎮區（英語：Litchville Township）是位於美國北達科他州拉穆爾縣的一個鎮區。

## 地方資料
利奇維爾鎮區的面積為93.41平方千米，當中陸地面積為93.24平方千米，而水域面積為0.17平方千米。根據2020年美國人口普查的數據，當地共有人口41人，而人口密度為每平方千米0.44人。